# Erikson Noguchipinto
Erikson Noguchipinto (ノグチピント・エリキソン Noguchipinto Erikson?), född 27 januari 1981 i Rio de Janeiro, är en japansk före detta fotbollsspelare.
Noguchipinto började sin karriär 2001 i Oita Trinita. Efter Oita Trinita spelade han för Sagan Tosu, Kashiwa Reysol, Avispa Fukuoka, Valiente Koriyama, AC Nagano Parceiro, Samutsongkhram FC, PTT Rayong FC och Ayutthaya FC. Han avslutade karriären 2014.